# Songdo-dong, Incheon
Songdo-dong (koreanska: 송도동) är en stadsdel i staden Incheon i den nordvästra delen av Sydkorea, 35 km sydväst om huvudstaden Seoul. Den ligger i stadsdistriktet Yeonsu-gu.
Större delen av stadsdelen består av återvunnet land.

## Indelning
Administrativt är Songdo-dong indelat i:
| Namn    | Namn               | Yta km² | Invånare 31 dec 2020 |
| ------- | ------------------ | ------- | -------------------- |
| 송도1동 | Songdo 1(il)-dong  | 1,66    | 27 588               |
| 송도2동 | Songdo 2(i)-dong   | 1,00    | 22 408               |
| 송도3동 | Songdo 3(sam)-dong | 0,86    | 16 926               |
| 송도4동 | Songdo 4(sa)-dong  | 0,86    | 16 926               |
| 송도5동 | Songdo 5(o)-dong   | 0,86    | 16 926               |